# Саблуков Гордій Семенович
Саблуков Гордій Семенович (1803, Аскинський завод, Оренбургська губернія, Російська імперія  — 29 січня (10 лютого),1880, Казань, Російська імперія) — російський сходознавець, професор Казанська духовна академія, дослідник ісламу, автор першого опублікованого перекладу «Корану» з арабської на російську мову.

## Життєпис
Народився у 1803 р. у сім'ї священника Михайла Архангельської церкви (Аскинського, Скимського) заводу Стерлітамацького повіту Оренбурзької губернії.
З 1816 по 1813 р., можливо, до 1816-го батько Семіон Гурієвич Саблуков (1759—1835) служив священником в Михайло-Архангельска церкві. Мати — Євдокія Семеновна Саблукова (1774—1859). Сестри: Анна (1805 — після 1879) і Параска.
У сусідньому селі жили башкири-мусульмани і малий Гордій цікавився їх мовою і записував у зошит башкирські слова. будучи в літах Саблуков записав спогади про спонукання ним вивчати іслам:
Башкирец Халид, рыжий старик, который, говоря мне, еще небольшому (в году 1817), что Бог один, только веры розны, возбудил в моей душе мысль, которую я сам себе сказал тогда: «Узнаю же я твою (мохаммеданскую) веру!» был из деревни (аула) Тимирбаевой, которая от завода Аскинского, на южной стороне, в 8 верстах.— 
У вересні 1814 р. — вступив до Оренбургського духовного училища.
5 листопада 1818 р. — вступив до Оренбургська духовна семінарія, закінчив у 1826 р., у 1830 р. — закінчив Московську духовну академію.
У 1830—1849 рр. викладав історію та східні мови у Саратовській духовній семінарії, саме в 1843—1845 рр. був вчителем М. Г. Чернишевського, остання зустріч відбулася у 1851 р. у Казані.
У 1841 р. Саблуков був запрошений виправлять буквар калмицької мови священника Дилигентського по запискам відомого знавця монгольскої мови професора Казанського університету А.В. Попова, раніше редагувавшого цей буквар.
У 1849 - 1862 рр. — викладав східні та класичні мови на протимусульманському відділенні Казанської духовної академії.
Похований на Арському цвинтарі у Казані.

## Наукова діяльність
Автор першого перекладу «Корану» з арабської мови російською 1878 р. в Казані. У його перекладі Коран у друкованому вигляді виданий вперше; «Приложения к переводу Корана» (1879), що містять аннотовані вказівники до Корану (1879), та два трактати: «Сведения о Коране» (Казань, 1884) и «Сличение магометанского учения о именах Божиих с учением о них христианским» (1873).
Автор нумізматичних, історико-археологічних та етнографічних робіт про Поволжжя, кипчаки та Золота орда.
Переклав з турецька мова на російська мова 1-а частина «Истории турок» твір Богадур-хана (у III ч. «Библиотеки восточых историков»).

## Родина
Найближчі родичі і прямі потомки Гордія Семеновича Саблукова:
- Іван Якович Порфір'єв (1823—1890), академік, історик російської словесності, професор Казанська Духовна Академія, чоловік дочки Гордія Семеновича Августи Гордіївни Саблукової.
- іван Петрович Гвоздьов (1819—1873), професор Казанська Духовна Академія, чоловік дочки Гордія Семеновича Ольги Гордіївни Саблукової.
- Микола Іванович Порфір'єв (1863—1930), професор математики Казанський Університет, онук Гордія Семеновича Саблукова.
- Сергій Іванович Порфір'єв (1869—1942), історик-архівіст, онук Гордія Семеновича Саблукова.
- Вас'ян Сергійович Порфір'єв (1907—1990), професор кафедри охорони природи та біогеоценологія Казанський Университет, доктор біологічних наук, правнук Гордія Семеновича Саблукова.
- Гліб Сергійович Порфірьєв (1911—1959), геолог і палеонтолог, кандидат наук, правнук Гордія Семеновича Саблукова.

З роду Саблукових, одна з гілок якого прийняла прізвище «Казанських», походить російська акторка Нонна Гришаєва.